# Meroctena dichochrosialis
Meroctena dichochrosialis är en fjärilsart som beskrevs av George Francis Hampson 1898. Meroctena dichochrosialis ingår i släktet Meroctena och familjen Crambidae. Inga underarter finns listade i Catalogue of Life.